# Виро Бич (Флорида)
Виро Бич (енгл. Vero Beach) град је у америчкој савезној држави Флорида. По попису становништва из 2010. у њему је живело 15.220 становника.

## Демографија
Према попису становништва из 2010. у граду је живело 15.220 становника, што је 2.485 (14,0%) становника мање него 2000. године.
| Група             | 2000.          | 2010.          |
| Белци             | 15.695 (88,6%) | 12.394 (81,4%) |
| Афроамериканци    | 606 (3,4%)     | 733 (4,8%)     |
| Азијати           | 219 (1,2%)     | 280 (1,8%)     |
| Хиспаноамериканци | 1.025 (5,8%)   | 1.634 (10,7%)  |
| Укупно            | 17.705         | 15.220         |